# Lijst van hoogste gebouwen van Osaka

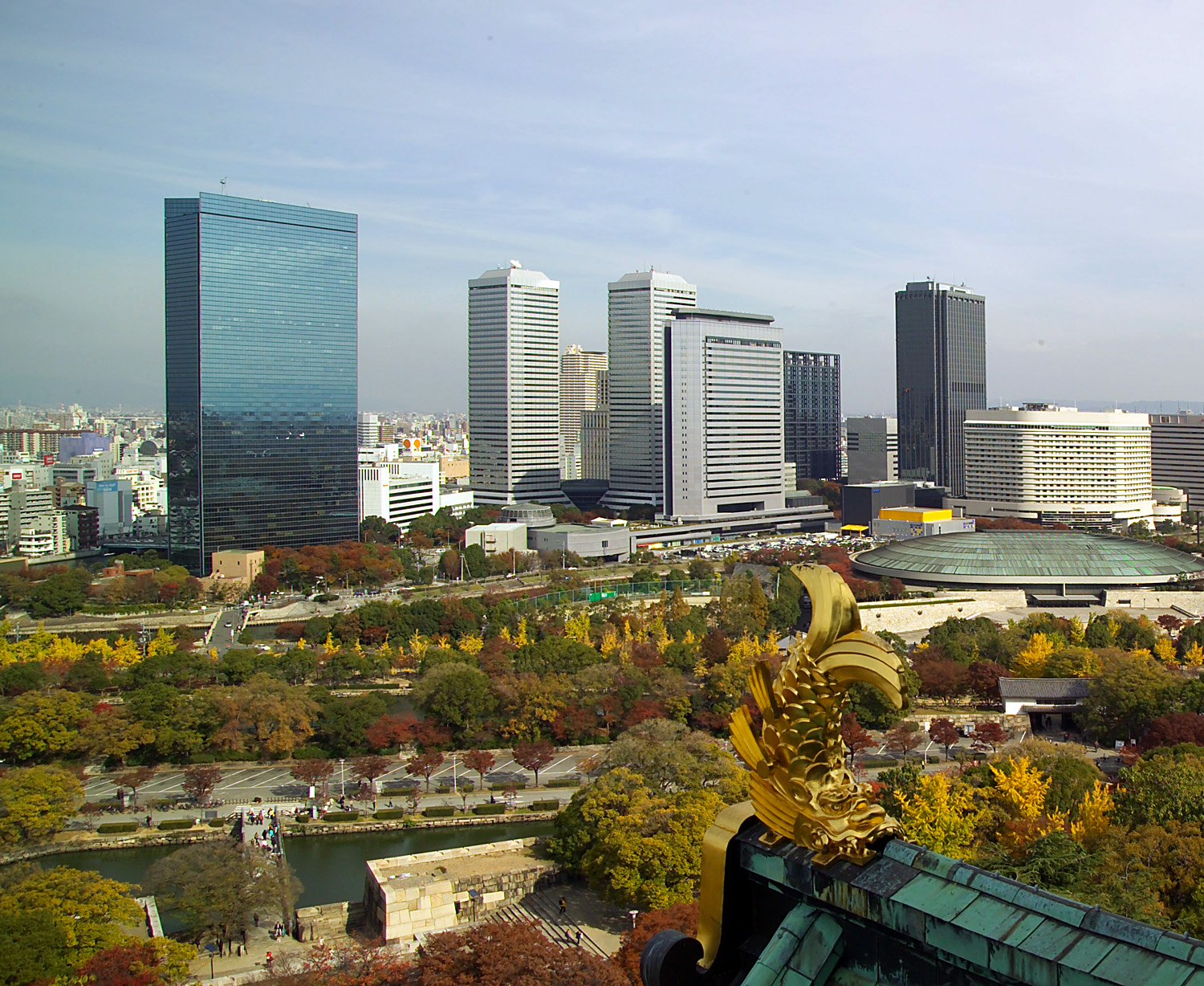
Het Osaka Business Park

In deze lijst staan de hoogste gebouwen van Osaka, Japan. Er bevinden zich meer dan 25 wolkenkrabbers hoger dan 150 meter in Osaka. Hoewel de eerste wolkenkrabber relatief laat verscheen (de OBP Castle Tower gebouwd in 1986), zijn er sinds de eeuwwisseling 15 bij gekomen. De Cosmo Tower (voorheen het World Trade Center van Osaka) is met 252 meter thans (2010) het hoogste gebouw van Osaka. De hoogste woontoren is The Kitahama van 209 meter.
Overigens is de Rinku Gate Tower, aan de overzijde van de luchthaven Kansai met 256 meter het hoogste gebouw van de prefectuur Ōsaka en het hoogste bouwwerk (exclusief gebouwen) is de schoorsteen van een energiecentrale in Suminoe-ku met 200 meter.
Op dit moment zijn er verschillende wolkenkrabbers in aanbouw, waaronder de Abenobashi Terminal Building Tower, welke met 300 meter het hoogste gebouw van Japan moet worden.

## Wolkenkrabbers
|     | Naam                             | Hoogte   | Voltooid | Verdiepingen | Afbeelding |
| --- | -------------------------------- | -------- | -------- | ------------ | ---------- |
| 1   | Cosmo Tower                      | 256 m    | 1995     | 55           |            |
| 2   | The Kitahama                     | 209 m    | 2009     | 54           |            |
| 3   | Cross Tower Osaka Bay            | 200 m    | 2006     | 54           |            |
| 4   | ORC200                           | 200 m    | 1993     | 51           |            |
| 5   | Nakanoshima Festival Tower East  | 199 m    | 2013     | 39           |            |
| 6   | Kansai Denryoku-gebouw           | 195 m    | 2004     | 41           |            |
| 7   | HERBIS Osaka office Tower        | 190 m    | 2009     | 40           |            |
| 8   | Umeda Hankyu-gebouw              | 187 m    | 2001     | 41           |            |
| 9   | Ōsaka Grand Front Blok A         | 179,2 m  | 2013     | 38           |            |
| 10  | City Tower Nishi-Umeda           | 177,4 m  | 2007     | 50           |            |
| 11  | The Tower Osaka                  | 177 m    | 2008     | 50           |            |
| 12  | OAP Tower                        | 176 m    | 1994     | 39           |            |
| 13  | Ōsaka Grand Front Blok B         | 175,2 m  | 2013     | 38           |            |
| 14  | Breezé Tower                     | 174,9 m  | 2008     | 34           |            |
| 15  | Ōsaka Grand Front Blok C         | 174,2 m  | 2013     | 48           |            |
| 16  | Umeda Sky Building               | 173 m    | 1993     | 40           |            |
| 17  | City Tower Osaka                 | 170 m    | 2004     | 50           |            |
| 18  | ORC200 Prio Tower                | 167 m    | 1992     | 50           |            |
| 19  | City Tower Grand Tennoji         | 162,00 m | 2007     | 43           |            |
| 20= | Applause Tower                   | 161 m    | 1992     | 34           |            |
| 20= | Osaka Fukushima Tower            | 161 m    | 2011     | 45           |            |
| 22  | Nakanoshima Dai-gebouw           | 160 m    | 2009     | 35           |            |
| 23  | OBP Castle Tower                 | 157 m    | 2000     | 38           |            |
| 24= | TWIN21 gebouw I                  | 157 m    | 1986     | 38           |            |
| 24= | TWIN21 gebouw II                 | 157 m    | 1986     | 38           |            |
| 26  | Crystal Tower                    | 157 m    | 1990     | 37           |            |
| 27  | Meiji-Yasuda Seimei Umeda-gebouw | 156 m    | 2000     | 45           |            |
| 28  | City Tower Osaka Temma           | 156 m    | 2009     | 46           |            |
| 29  | Parks Tower                      | 155 m    | 2007     | 46           |            |
| 30  | Yodoyabashi Apple Tower          | 153 m    | 2007     | 46           |            |

## In aanbouw
In Ōsaka zijn er nog een aantal gebouwen hoger dan 150 meter in aanbouw.
- Abenobashi Terminal Building Tower (300 meter, wordt voltooid in 2014)
- Ōsaka Hibikino Machi - The Sanctus Tower (190 meter, wordt voltooid in 2015)